# Ayukawa Nobuo
Ayukawa Nobuo (japanisch 鮎川 信夫, eigentlich Kamimura Ryūichi (上村 隆一); geboren 23. August 1920 in Tokio; gestorben 17. Oktober 1986) war ein japanischer Lyriker und Literaturkritiker.

## Leben und Wirken
Ayukawa Nobuo studierte an der Waseda-Universität, übersetzte das Gedicht Das wüste Land von T. S. Eliots und  war dann 1939  mit  Tamura Ryūichi und Kuroda Saburō   Gründer des Literaturmagazins „Arechi“ (荒地) – „Wüstes Land“, das dann in den 1940er Jahren einflussreich war. 1942 gab er das Studium auf und schloss sich der Landesverteidigungseinheit „Tōbu nana rentai“ (東部七連隊) an.
Als einflussreiches Mitglied der Arechi-Autoren leistete in der Zeit nach dem Pazifikkrieg einen großen Beitrag für die Entwicklung der Dichtkunst in Japan. Er vertrat mit polemischer Schärfe seine Auffassung, dass Dichtkunst soziale und politische Verantwortung trägt.
Eine Sammlung seiner Gedichte (Ayukawa Nobuo shishū) erschien 1955. Als Literaturkritiker veröffentlichte er 1949 den Essay Gendaishi to wa nani ka (Was ist moderne Dichtung?) über die zeitgenössische japanische Lyrik. Eine Sammlung seiner Essays über Lyrik veröffentlichte er 1964 unter dem Titel Ayukawa Nobuo shiron shū.